# 전라남도의 무형문화재
전라남도 무형문화재는 지방무형문화재 중에서 전라남도 내에 있는 무형문화재를 의미한다.

## 지정목록
| 번호   | 사진 | 명칭                                              | 소재지                                         | 관리자 (단체)              | 지정일                                                                   | 참조 |
| 1호    |      | 거문도뱃노래 (巨文島뱃노래)                       | 전남 여수시 삼산면 거문도 일원                 | 거문도뱃노래보존회         | 1972년 1월 29일 지정                                                     |      |
| 2호    |      | 진도들노래 (珍島들노래)                           | 전남 진도군 진도읍 성내리                      |                            | 1972년 1월 29일 지정, 1973년 11월 5일 해제, 중요무형문화재 제51호로 승격 |      |
| 3호    |      | 남도판소리흥부가 (南道판소리興甫歌)               | 전남 전남전역                                  |                            | 1972년 1월 29일 지정                                                     |      |
| 4호    |      | 남도판소리심청가 (南道판소리沈靑歌)               | 전남 전남전역                                  |                            | 1972년 1월 29일 지정                                                     |      |
| 5호    |      | 남도노동요 (南道勞動謠)                           | 전남 함평군 엄다면 엄다리 270                  |                            | 1977년 10월 20일 지정                                                    |      |
| 6호    |      | 화순한천농악 (和順寒泉農樂)                       | 전남 화순군 동복면 한천리 일원                 |                            | 1979년 8월 3일 지정                                                      |      |
| 7호    |      | 현천소동패놀이 (玄川少童패놀이)                   | 전남 여수시 소라면 현천리 일원                 | 현천소동패놀이보존회       | 1982년 10월 15일 지정                                                    |      |
| 8호    |      | 탱화장 (幀畵匠)                                   | 전남 전남전역                                  |                            | 1985년 2월 25일 지정                                                     |      |
| 9호    |      | 진다리붓 (진다리붓)                               | 전남 전남전역                                  |                            | 1985년 2월 25일 지정                                                     |      |
| 10호   |      | 청자도공 (靑磁陶工)                               | 전남 전남전역                                  |                            | 1986년 9월 29일 지정                                                     |      |
| 11호   |      | 광양장도장 (光陽粧刀匠)                           | 전남 전남전역                                  |                            | 1986년 9월 29일 지정                                                     |      |
| 12호   |      | 광양궁시장 (光陽弓矢匠)                           | 전남 광양시 광양읍 읍내리 285                  |                            | 1986년 9월 29일 지정                                                     |      |
| 13호   |      | 나주삼현육각 (羅州삼현육각)                       | 전남 나주시 남평면 남평리                      |                            | 1986년 11월 13일 지정                                                    |      |
| 14호   |      | 나주반장 (羅州盤匠)                               | 전남 나주시 영산동 141                         |                            | 1986년 11월 13일 지정                                                    |      |
| 15호   |      | 참빗장 (참빗匠)                                   | 전남 담양군 담양읍 향교리 318                  |                            | 1986년 11월 13일 지정                                                    |      |
| 16호   |      | 옥공장 (玉工匠)                                   | 전남 목포시 산정동 74-209                      |                            | 1987년 4월 27일 지정                                                     |      |
| 17호   |      | 우도농악 (右道農樂)                               | 전남 영광군                                    |                            | 1987년 8월 25일 지정                                                     |      |
| 18호   |      | 진도북놀이 (珍島북놀이)                           | 전남 진도군 의신면 침계리 49-1                 |                            | 1987년 8월 25일 지정                                                     |      |
| 19호   |      | 진도만가 (珍島輓歌)                               | 전남 진도군 지산면 인지리 267                  |                            | 1987년 8월 25일 지정                                                     |      |
| 20호   |      | 우수영부녀농요 (右水營婦女農謠)                   | 전남 해남군                                    |                            | 1987년 8월 25일 지정                                                     |      |
| 21호   |      | 장산도들노래 (長山島들노래)                       | 전남 신안군 장산면 공수리 847                  |                            | 1988년 12월 21일 지정                                                    |      |
| 22호   |      | 가거도멸치잡이노래 (可居島멸치잡이노래)           | 전남 신안군 흑산면 가거도리 455                |                            | 1988년 12월 21일 지정                                                    |      |
| 23호   |      | 담양죽렴장 (潭陽竹簾匠)                           | 전남 담양군 봉산면 기곡리 164-1                |                            | 1990년 2월 24일 지정                                                     |      |
| 24호   |      | 송천달집태우기 (송천달집태우기)                   | 전남 순천시 월등면 송천리 540                  |                            | 1994년 1월 31일 지정                                                     |      |
| 25호   |      | 해남진양주 (海南眞釀酒)                           | 전남 해남군 계곡면 덕정리 430                  |                            | 1994년 1월 31일 지정                                                     |      |
| 26호   |      | 진도홍주 (珍島紅酒)                               | 전남 진도군 진도읍 쌍정리 38                   |                            | 1994년 12월 5일 지정                                                     |      |
| 27호   |      | 고흥월포농악 (高興月浦農樂)                       | 전남 고흥군 금산면 신평리 562-1                |                            | 1994년 12월 5일 지정                                                     |      |
| 28호   |      | 완도 장좌리 당제와 당굿 (莞島 長佐里 堂祭와 堂굿) | 전남 완도군 완도읍 장좌리 132                  |                            | 1995년 12월 26일 지정, 2013년 8월 5일 명칭 변경                          |      |
| 29호   |      | 판소리 (판소리)                                   | 전남 순천시 장천동 226-2                       |                            | 1996년 10월 14일 지정                                                    |      |
| 29-1호 |      | 판소리(동편제 흥보가)                             | 전남 여수시                                    | 김향순                     | 2006년 12월 27일 지정                                                    |      |
| 29-2호 |      | 판소리 춘향가(안부덕)                             | 전남 목포시                                    | 안부덕                     | 2002년 4월 20일 지정                                                     |      |
| 29-3호 |      | 판소리고법 (판소리鼓法)                           | 전남 해남군 해남읍                             | 해남군청                   | 2002년 4월 20일 지정                                                     |      |
| 29-4호 |      | 판소리 수궁가(박방금)                             | 전남 목포시                                    | 박방금                     | 2008년 12월 26일 지정                                                    |      |
| 29-5호 |      | 판소리 흥부가(김순자)                             | 전남 목포시                                    | 김순자                     | 2009년 3월 20일 지정                                                     |      |
| 29-6호 |      | 판소리(심청가)                                    | 전남 영광군                                    |                            | 1996년 10월 14일 지정, 2013년 10월 10일 해제, 해제사유 미상              |      |
| 29-7호 |      | 판소리 강산제(심청가)                             | 전남 화순군                                    | 김향순(金香順)             | 2019년 12월 26일 지정                                                    |      |
| 30호   |      | 고흥한적들노래 (高興閑笛들노래)                   | 전남 고흥군 도덕면 용동리 1106                 |                            | 1996년 10월 14일 지정                                                    |      |
| 31호   |      | 탱화장 (幀畵匠)                                   | 전남 해남군 삼산면 구림리 799                  | 해남군                     | 1996년 10월 14일 지정                                                    |      |
| 32호   |      | 순천구산용수제 (順天九山龍水祭)                   | 전남 순천시 주암면 구산리                      |                            | 1997년 5월 15일 지정                                                     |      |
| 33호   |      | 시조창 (時調唱)                                   | 전남 목포시 용해동                             |                            | 1999년 8월 5일 지정                                                      |      |
| 34호   |      | 남도잡가 (南道雜歌)                               | 전남 진도군 진도읍 의신면 돈지리 583           |                            | 2001년 9월 27일 지정                                                     |      |
| 35호   |      | 곡성죽동농악 (谷城竹洞農樂)                       | 전남 곡성군 곡성읍 죽동리 224(일원)            |                            | 2002년 4월 19일 지정                                                     |      |
| 36호   |      | 청자장 (靑瓷匠)                                   | 전남 강진군 대구면 사당리 117                  |                            | 2004년 2월 13일 지정                                                     |      |
| 37호   |      | 옹기장 (甕器匠)                                   | 전남 보성군                                    |                            | 2004년 9월 20일 지정                                                     |      |
| 38호   |      | 강진 신전들노래 (康津 薪田 들노래)                | 전남 강진군                                    |                            | 2005년 12월 27일 지정                                                    |      |
| 39호   |      | 진도소포걸군농악 (珍島 素浦 乞軍農樂)             | 전남 진도군 지산면 소포리                      |                            | 2006년 12월 27일 지정                                                    |      |
| 40호   |      | 조도닻배노래 (鳥島닻배노래)                       | 전남 진도군 조도면 일원                        |                            | 2006년 12월 27일 지정                                                    |      |
| 41호   |      | 무안상동들노래 (務安 上洞 들노래)                 | 전남 무안군 무안읍 용월리 상동마을             |                            | 2006년 12월 27일 지정                                                    |      |
| 42호   |      | 전남의례음식장 (全南儀禮飮食匠)                   | 전남 전남전역                                  |                            | 2008년 4월 11일 지정                                                     |      |
| 42-1호 |      | 장식음식 (粧飾飮食)                               | 전남 무안군                                    |                            | 2008년 4월 11일 지정                                                     |      |
| 42-2호 |      | 전남의례음식장-혼례음식 (全南儀禮飮食匠-婚禮飮食) | 전남 영광군 영광읍                             | 최윤자 (崔潤子)            | 2018년 4월 26일 지정                                                     |      |
| 43호   |      | 순천삼설양굿 (순천삼설양굿)                       | 전남 순천시 대룡동 577번지                     |                            | 2008년 12월 26일 지정                                                    |      |
| 44호   |      | 낙죽장 (烙竹匠)                                   | 전남 담양군                                    |                            | 2009년 3월 20일 지정                                                     |      |
| 45호   |      | 보성 강하주 (寶城薑荷酒)                          | 전남 보성군 회천면 율포리 [장목마을] 145       |                            | 2009년 7월 3일 지정                                                      |      |
| 46호   |      | 담양 황금리 들노래 (담양 황금리 들노래)           | 전남 담양군 수북면 황금리 307번지              |                            | 2009년 12월 31일 지정                                                    |      |
| 47호   |      | 가야금 산조 (가야금 산조(伽倻琴散調))             | 전남 화순군                                    |                            | 2010년 5월 27일 지정                                                     |      |
| 48호   |      | 담양 선자장 (扇子匠)                              | 전남 담양군 담양읍                             |                            | 2010년 5월 27일 지정                                                     |      |
| 48-1호 |      | 접선장 (摺扇匠)                                   | 전남 담양군 담양읍                             |                            | 2010년 5월 27일 지정                                                     |      |
| 49호   |      | 악기장 (樂器匠)                                   | 전남 장성군 장성읍                             | 강사원                     | 2011년 9월 20일 지정                                                     |      |
| 50호   |      | 조선장 (造船匠)                                   | 전남 신안군, 목포시, 완도군                    | 조일옥, 심정후, 마광남     | 2013년 8월 5일 지정                                                      |      |
| 51호   |      | 화순 도장리 밭노래 ((和順 道莊里 밭노래)          | 전남 화순군 도암면 도장리                      | 도장민속보존회             | 2013년 8월 5일 지정                                                      |      |
| 52호   |      | 신안 씻김굿 (新安 씻김굿)                         | 전남 신안군 장산면 공수리, 비금면 덕산리       | 이귀인, 진금순, 유점자     | 2013년 8월 5일 지정                                                      |      |
| 53호   |      | 영암 갈곡리 들소리 (靈巖 葛谷里 들소리)           | 전남 영암군 신북면 갈곡리 산5                  | 갈곡들소리보존회           | 2013년 8월 5일 지정                                                      |      |
| 54호   |      | 화순 우봉리 들소리 (和順 牛峰里 들소리)           | 전남 화순군 춘양면 우봉리 29                   | 우봉들소리보존회           | 2013년 8월 5일 지정                                                      |      |
| 55호   |      | 초고장 (草藁匠)                                   | 전남 곡성군 고달면 백곡리 1구 890(백곡길 21-4) |                            | 2013년 12월 19일 지정                                                    |      |
| 56호   |      | 목조각장 (木彫刻匠)                               | 전남 담양군 대전면 대치리 1071                 |                            | 2013년 12월 19일 지정                                                    |      |
| 57호   |      | 광양 진월 전어잡이 소리 (光陽 津月 錢魚잡이 소리) | 전남 광양시                                    | 광양진월전어잡이소리보존회 | 2013년 12월 19일 지정                                                    |      |
| 58호   |      | 고흥 혼맞이굿                                     | 전남 고흥군                                    | 김명례(金明禮)(여)         | 2015년 8월 6일 지정                                                      | ,    |
| 59호   |      | 가야금 병창 (伽倻琴倂唱)                          | 전남 장성군 황룡면 맥호로 196                  | 보유자: 김은숙(여, 金銀淑) | 2017년 8월 24일 지정                                                     |      |